# Lázfóbia
A láztól való indokolatlan félelmet és az ehhez kapcsolódó, mára már tudományosan megalapozatlan lázcsillapítási eljárásokat nevezik lázfóbiának. 

A lázfóbia fogalmát az 1980-as évektől kezdte használni az orvosi szakirodalom. A lázfóbia-ellenes nemzeti felvilágosítási programok Kanadában, Ausztráliában a fogalmat szélesebb körben is ismertté tették.

## A láz nem káros
Először az 1970-es évek végén, állatkísérletek nyomán derült fény a láz hasznos élettani szerepére. A megnövekedett testhőmérséklet a gerincesek több törzsében is (hüllők, madarak, emlősök) elősegíti az immunrendszer működését. Másrészről a magasabb hőmérséklet gátolja számos kórokozó baktérium szaporodását.
1976-ban a Science-ban publikáltak a gyíkok túlélését javító magasabb testhőmérsékletről.
Ezt követően indult meg kiterjedt kutatás a láz szerepéről.
Mára már a tényeken alapuló orvostudomány a lázat egyértelműen hasznosnak tartja.
A külső melegítés okozta túlhevülés (hőpangás) okozta láz, illetve a rendkívül ritka malignus hyperpyrexia, valamint az oxigénhiány okozta agyi sérülésekhez társuló láz nem tartozik az infekciókat kísérő hasznos láz kategóriájába.

## Történeti áttekintés
A modern orvostudomány kialakulása előtt a láz gyakran halálos kimenetelű súlyos fertőzések kísérője volt. Ezen betegségek nagy részét mára védőoltásokkal, fejlett higiéniás szabályokkal és hatékony antibiotikumokkal meg tudják előzni, vagy eredményesen tudják kezelni. Korábban sokáig a legfeltűnőbb tünetet, a lázat hitték a betegség s a halál okának.
Ezért rettegtek tőle, s számos módszerrel próbálták a lázat csillapítani, megszüntetni.
Ezt a nézetet látszott megerősíteni, hogy a gyógyulás első jele, a láz csökkenése, megszűnése volt.
Ezen nézetek és lázcsillapítási szokások a mai napig fellelhetőek, s még mindig hatnak az orvosok, egészségügyi szakdolgozók s a lakosság lázzal kapcsolatos nézeteire, szokásaira.

## A lázfóbia és lázcsillapítási gyakorlatMagyarországonés a világon
A mai magyar orvosi gyakorlat még számos, a lázfóbiára alapuló kezelést, eljárást javasol. Így az utolsó, 1995-ben kiadott Gyermekgyógyászati Módszertani levél, bár már részletesen ismerteti a láz hasznos szerepét a fertőző betegségek leküzdésében, mégse mert szakítani a hagyományokkal és a láz drasztikus csillapítását írja elő.
A magyar orvosi – elsősorban gyermekgyógyászati – tankönyvek, és a legtöbb magyar nyelvű internetes egészségügyi felvilágosító portál a láz csillapítását írja elő különösen magas, 38,5 °C feletti testhőmérsékletnél. A láz csillapítására gyógyszereket és fizikai eljárásokat javasolnak.
A leggyakrabban javasolt gyógyszerek:
- Amidazophen, Algopyrin,
- Paracetamol tartalmú szerek,
- Szalicilátok (Aspirin, Kalmopyrin),
- illetve más nem szteroid gyulladásgátlók, mint Ibuprofen.

2011. március 29-én az Egészségügyi Közlönyben megjelent a Magyar Gyermekgyógyászati Szakmai Kollégium új ajánlása a lázcsillapítással kapcsolatban. Ez az ajánlás szinte teljes egészében követi az Egyesült Királyságban 2007-ben az angol The National Institute for Health and Clinical Excellence (NICE) – (Egészség és Klinikai Kiválóság Nemzeti Intézete) által kiadott irányelvet. Orvostörténi jelentősége, hogy ezzel Magyarország is hivatalosan leszámolt a lázfóbiás lázcsillapítási ajánlásokkal. Természetesen más országokhoz hasonlóan még hosszú évekig fog tartani, mire az orvosi, ápolói gyakorlat is megváltozik.
A nyugati országokban az Amidazophen származékokat súlyos, bár ritkán jelentkező mellékhatásaik miatt nem javasolják, sőt a forgalomból is kivonták.
Itt meg kell említeni, hogy ezen mellékhatást (agranulocytosis = bizonyos fehérvérsejttípusok eltűnése a keringésből) Magyarországon, illetve több kelet-európai országban és Izraelben nem tapasztalták a nyugati országokhoz hasonló arányban. A Szalicilátokat 12-14 éves kor alatt már nem javasolják lázcsillapításra, főleg bárányhimlős, de más vírusos megbetegedéseknél okozott súlyos mellékhatásaik (Reye-szindróma) miatt.
Fizikai lázcsillapításként Magyarországon főleg a hűtőfürdőt és az egész testre alkalmazott állott vizes borogatások cseréjét (priznic, priznicezés) javasolják, míg a német nyelvterületen elsősorban csak a végtagok vizes ruhás borogatását ajánlják. Az angol nyelvterületen az USA-ban a test állott vizes- vagy alkoholos szivaccsal végzett bedörzsölését javasolják magas vagy nehezen csillapítható láz esetén.

## Érvek, tények és hiedelmek a lázcsillapítás mellett és ellen

### A lázcsillapítás indokai és a lázfóbiás hiedelmek
A lázcsillapítás indokaként elsősorban a lázgörcs megelőzését jelölik meg. Emellett gyakran említik a láz okozta fokozott anyagcserével járó megterhelést, szaporább légzést, szaporább szívműködést, melyek megnehezíthetik a beteg állapotának megítélését; illetve súlyos szívbetegeknél, légzési elégtelenség határán lévő betegeknél valóban ronthatják a beteg állapotát. A lázzal járó fokozottabb folyadékvesztést is a lázcsillapítást indokló veszélyek közé sorolják.
E mellett sokan gondolják még mindig, hogy a csillapítatlan láz a végtelenségig emelkedhet és károsíthatja az agyat, szívet, tüdőt, esetleg halált is okozhat.
Gyakran használják érvként az elsősorban idősebbeket sújtó agyi érrendszeri történéseknél (stroke) megfigyelteket, miszerint a magasabb testhőmérséklet rontja a túlélés esélyeit, fokozza a maradandó idegrendszeri károsodás mértékét. A súlyos oxigénhiányon (asfyxia) átesett újszülötteknél és állatkísérletekben is igazolható, hogy a testhőmérséklet csökkentése javítja a túlélést, és csökkenti a maradandó idegrendszeri károsodást.
Súlyos epilepsziás betegeknél megfigyelhető, hogy a magasabb testhőmérséklet, láz fokozza a görcskészséget.
A fizikai lázcsillapítást (hűtőfürdő, priznic, stb.) magas vagy gyógyszerre alig vagy nem reagáló láz esetében még mindig a világ számos országában ajánlják. Ezzel tovább gerjesztik a betegek illetve a beteg gyermek szüleinek félelmét, azt sugallva, hogy a lázcsillapítás eredménytelensége kedvezőtlen jel, a beteg veszélyben van. Ilyen esetekben gyakran javasolják, hogy a beteggel akár az éjszaka közepén is azonnal forduljanak orvoshoz, vagy hívjanak orvost.
A hűtőfürdőt vagy a zuhanyzást a betegek egy kisebb hányada valóban kellemesnek tartja, megkönnyebbül tőle, vagy jó játékként éli meg.

### A lázfóbia és a kötelező lázcsillapítás elleni érvek
A lázfóbia ellen fellépő orvosok, kutatók mára már számos tudományos közleményben és tankönyvekben is tételesen cáfolják, magas evidencia szintű vizsgálatokkal igazolják, hogy a fenti indokok alaptalanok és nem igazolják a lázcsillapítás szükségességét.
Bizonyított tény, hogy rendszeres lázcsillapítással nem lehet a lázgörcsöt megelőzni.
A lázcsillapítás már nem szerepel a lázgörcs kezelésének modern ajánlásaiban sem.
Az egyébként egészséges személyeknél egy infekció kapcsán jelentkező magas láz nem okoz a szervezetet károsító mértékű anyagcsere-növekedést (katabolizmust), pulzusszám és légzésszám emelkedést. Ilyen megfigyelést eddig egyetlen klinikai vizsgálat sem igazolt. S tapasztalatból tudjuk, hogy az intenzív sportolás, fizikai munka hasonló élettani hatásai sem károsak.
Az idősek agyi érrendszeri történéseinél és az újszülöttek oxigénhiány okozta agyi karosodásánál megfigyelt jelenséget tudománytalan és indokolatlan analógiaként alkalmazni egyébként egészséges idegrendszerű, infekció miatt magas lázas betegekre. Ezt nem tesszük az intenzív sportolásnál megfigyelhető jelentős testhőmérséklet emelkedésnél sem.
Nincsenek olyan klinikai vizsgálatok, melyek alátámasztanák az infekció kapcsán jelentkező láz vélt agyat, szívet, tüdőt károsító hatását. Egyetlen tudományos közlemény sem említi, hogy a láz halált okozna.
Tapasztalati tény, hogy a láz spontán csillapítás nélkül sem emelkedik 41,7 fok fölé.
Újabb kutatási eredmények megkérdőjelezik a lázcsillapítás hasznosságát a súlyos, szeptikus sokkos betegek esetében. Állatkísérletek egyenesen károsnak találták a testhőmérséklet csökkentését, rontva a túlélési esélyt.
Más vizsgálatok a magas lázhoz társuló zavartság (delirium) okaként a lázcsillapító gyógyszereket nevezik meg.
Tény, hogy a világban évente több százan halnak meg, vagy betegszenek meg súlyosan a lázcsillapító gyógyszerek mellékhatásaitól, elsősorban túladagolás miatt.
A fizikai lázcsillapítási módszerek bizonyítottan hatásosak, de hatásuk nem múlja felül összehasonlító vizsgálatokban a lázcsillapító gyógyszerekét. Egyesek logikátlannak tartják alkalmazását hatásmechanizmusa miatt. Ugyanis az agyi hőközpont termosztátjának átállítása nélkül pusztán hőelvonással csökkentik a testhőmérsékletet, tovább serkentve ezzel a hőtermelést.
Mások egyenesen veszélyesnek tartják a bőr lehűlése okozta érszűkület (vasoconstrictio) miatt, mely akadályozva a hőleadást a maghőmérséklet emelkedését eredményezheti. Ez utóbbit eddig sem a tapasztalat, sem vizsgálatok nem támasztották alá.
Sokkal nagyobb probléma a fizikai lázcsillapítással, hogy a betegek, főleg a gyermekek zöme kellemetlennek vagy egyenesen rettenetesnek tartja ezen eljárásokat.
Így a fizikai módszerek sokkal inkább a barbár gyermekkínzáshoz állnak közelebb, mint az orvosi gyógyításhoz. Ezért a lázfóbia ellen eredményesen fellépő országokban már évek óta a fizikai lázcsillapítás semmilyen formáját nem javasolják.

## A lázcsillapítás indikációja
A lázcsillapítás jelenlegi tudományos tényeken alapuló orvosi indikációja, célja egyedül a közérzet, a beteg általános állapotának javítása. A fizikai lázcsillapítási módszereket, mivel ezek a gyermekek többségénél csak fokozzák a kellemetlen közérzetet, szükségtelennek sőt károsnak tartják.
Különösen jól mutatja a világban a láz megítélésében végbemenő változást a 2007. augusztusi athéni gyermekgyógyászati világkongresszus pro-kontra vitája, ahol a libanoni orvoskutató, akinek a lázcsillapítás mellett kellett érvelnie, saját maga is a lázcsillapítás megváltozott, racionális, tudományos tényekre alapozott indikációja mellett foglalt állást. Legfőbb érve a rutinszerű lázcsillapítás mellett a lázcsillapítási tevékenység a szülőket, ápolókat megnyugtató hatása volt.

## A lázfóbia hatásos kezelése
Mindezek vezettek oda, hogy az elmúlt 20 évben a világ számos fejlett egészségügyi rendszerrel rendelkező országában szervezett kampányt folytattak a lázfóbia ellen. Kanada és Hollandia mára szinte teljesen leszámolt a lázfóbiával legalábbis az egészségügyi dolgozók körében. Az elmúlt évtizedek tapasztalatai igazolták ezen országokban a tudományos kutatások eredményeit, mivel a lázcsillapítás elmaradása nem okozott emelkedést a lázgörcs gyakoriságában, szövődményeiben; sem bármely más, a lázfóbiások által rettegett károsodás nem jelentkezett.
A változás a világ különböző részein sajátos módon megy végbe. A harmadik világ országaiban a legnehezebb a lázcsillapítás új indikációját elfogadtatni mind a betegekkel és beteg gyermekek szüleivel, de az orvosokkal, egészségügyi dolgozókkal is. Ausztráliában széles körű országos programot dolgoztak ki a lázfóbia csökkentésére.